# David Wittmann
David Wittmann (* 13. November 1994) ist ein deutscher Schauspieler, Synchron- und Hörspielsprecher.

## Karriere

### Als Synchron- und Hörspielsprecher
David Wittmann ist Sprecher für „Bob Andrews“ in der Hörspielreihe Die drei ??? Kids. „Bob Andrews“ synchronisierte er auch in dem Die drei ???-Spielfilm Die drei ??? – Das verfluchte Schloss. Außerdem sprach er die Rolle des „Tobi“ in Die Playmos, „Max“ in Wo die wilden Kerle wohnen und „Diego“ in der Zeichentrickserie Diego.
Wittmann hat zudem zahlreiche Kinofilme synchronisiert. Unter anderem wirkte er bei Der Goldene Kompass, Duell der Magier, 2012 und Karate Kid mit. In Dunkirk sprach er die Rolle von Harry Styles. Zuletzt hörte man ihn im US-amerikanisches Dramedy Love, Simon als Synchronsprecher für Drew Starkey in der Rolle als Garrett Laughlin.

### Als Schauspieler
David Wittmann hat auch Auftritte als Schauspieler. 2007 war er im Film Leroy erstmals im Kino zu sehen.

#### Filmografie
- 2007: Leroy
- 2010: Deadline – Jede Sekunde zählt (Staffel 1, Folge 11)